# The Longest Yard
The Longest Yard (bra: Golpe Baixo; prt: Os Quebra-Ossos) é um filme estadunidense de 2005 dirigido por Peter Segal e estrelado por Adam Sandler, Chris Rock, James Cromwell e Burt Reynolds.
Trata-se uma refilmagem do filme homônimo de 1974 e tem a participação dos ex-jogadores de futebol americano Bob Sapp, Terry Crews, Brian Bosworth e Michael Irvin. do rapper Nelly e dos ex-lutadores da WWE The Great Khali, Bill Goldberg, Stone Cold Steve Austin, Kevin Nash. 

## Sinopse
Quando o ex-jogador Paul Crewe (Adam Sandler) é mandado para a prisão, o diretor do presídio o obriga a transformar um grupo de presos em um time de futebol americano. Improváveis colegas de equipe, os prisioneiros unem-se quando descobrem contra quem vão jogar: os guardas. Com a ajuda dos companheiros de prisão, Nate Scarborough (Burt Reynolds) e Muambeiro (Chris Rock), Crewe promete aos condenados uma possibilidade de vingança num confronto onde vale tudo.

## Elenco
- Adam Sandler — Paul Crewe
- Burt Reynolds — Nate Scarborough
- Chris Rock — Caretaker (No Brasil, Muambeiro)
- Nelly — Earl Meggett
- Michael Irvin — Deacon Moss
- Bill Goldberg — Joey Battle
- Terry Crews — Cheeseburger Eddy
- Bob Sapp — Switowski
- Dalip "The Great Khali" Singh Rana — Turley
- Nicholas Turturro— Brucie
- Lobo Sebastian — Torres
- Joey Diaz— Big Tony
- Steve Reevis— Baby Face Bob
- Courteney Cox — Lena
- David Patrick Kelly — Unger
- Tracy Morgan — Sra. Tucker
- Edward Bunker — Skitchy Rivers
- Rob Schneider — Punky
- Ed Lauter — Duane
- William Fichtner — capitão Knauer
- Bill Romanowski — guarda Lambert
- Kevin Nash — sargento Engleheart
- Stone Cold Steve Austin — guarda Dunham
- Brian Bosworth — guarda Garner
- Michael Papajohn — guarda Papajohn
- Conrad Goode — guarda Webster
- Brandon Molale — guarda Malloy
- Todd Holland — guarda Holland
- James Cromwell — Warden Hazen
- Cloris Leachman — Lynette

## Premiações
| Ano  | Prêmio                        | Categoria                                                                        | Indicação                           | Resultado | Ref. |
| ---- | ----------------------------- | -------------------------------------------------------------------------------- | ----------------------------------- | --------- | ---- |
| 2005 | BET Comedy Awards             | Melhor Ator Coadjuvante em um filme teatral                                      | Chris Rock                          | Venceu    |      |
| 2005 | Teen Choice Awards            | Choice Rap Artist in a Movie                                                     | Nelly                               | Venceu    |      |
| 2005 | Teen Choice Awards            | Choice Movie: Comedy                                                             |                                     | Indicado  |      |
| 2005 | Teen Choice Awards            | Choice Movie Actor: Comedy                                                       | Adam Sandler                        | Indicado  |      |
| 2005 | Teen Choice Awards            | Choice Movie Hissy Fit                                                           | Courteney Cox                       | Indicado  |      |
| 2005 | Teen Choice Awards            | Choice Movie Blush Scene                                                         | Adam Sandler (Paul's makeout scene) | Indicado  |      |
| 2005 | Teen Choice Awards            | Choice Movie Sleazebag                                                           | Brian Bosworth                      | Indicado  |      |
| 2005 | Teen Choice Awards            | Choice Movie Bad Guy                                                             | James Cromwell                      | Indicado  |      |
| 2005 | Teen Choice Awards            | Choice Movie Breakout Performance - Male                                         | Bob Sapp                            | Indicado  |      |
| 2005 | Teen Choice Awards            | Choice Movie Rumble                                                              | Steve Austin                        | Indicado  |      |
| 2005 | Teen Choice Awards            | Choice Movie Rumble                                                              | Bob Sapp                            | Indicado  |      |
| 2005 | Teen Choice Awards            | Choice Movie Chemistry                                                           | Adam Sandler e Chris Rock           | Indicado  |      |
| 2005 | The Stinkers Bad Movie Awards | Worst Screenplay for a Film Grossing More than $100 Million Using Hollywood Math | Sheldon Turner                      | Indicado  |      |
| 2005 | The Stinkers Bad Movie Awards | Worst Remake                                                                     |                                     | Indicado  |      |
| 2006 | MTV Movie + TV Awards         | MTV Movie Award for Best Comedic Performance                                     | Adam Sandler                        | Indicado  |      |
| 2006 | MTV Movie + TV Awards         | Best Breakthrough Performance                                                    | Nelly                               | Indicado  |      |
| 2006 | People's Choice Awards        | Favorite On-Screen Match-Up                                                      | Chris Rock                          | Indicado  |      |
| 2006 | People's Choice Awards        | Favorite Movie Comedy                                                            |                                     | Indicado  |      |
| 2006 | People's Choice Awards        | Favorite Song from a Movie                                                       | Nelly - "Errtime"                   | Indicado  |      |
| 2006 | Framboesa de Ouro             | Pior Ator Coadjuvante                                                            | Burt Reynolds                       | Venceu    |      |